# Kraje v Rusku
Ruská federace je rozdělena na 83 administrativních subjektů, z nichž 9 nese název kraj (rusky край).
Devět krajů Ruské federace (rusky: края, j. č. край) je taktéž jako oblasti zřízeno v převážně etnicky ruských částech federace, ale okrajových a zpravidla řidčeji osídlených. Stejně jako republiky mají vlastní parlament a právo vydávat vlastní zákony. V čele kraje stojí občany přímo volený gubernátor.
1. Altajský kraj
2. Kamčatský kraj
3. Chabarovský kraj
4. Krasnodarský kraj
5. Krasnojarský kraj
6. Permský kraj
7. Přímořský kraj
8. Stavropolský kraj
9. Zabajkalský kraj